# Alibi (pièce de théâtre)
Pour les articles homonymes, voir Alibi (homonymie).
Alibi est une pièce de théâtre policière de Michael Morton de 1928, adaptée du roman Le Meurtre de Roger Ackroyd d'Agatha Christie publié en 1926.
C'est la première adaptation d'une œuvre d'Agatha Christie, tout média confondu.

## Historique de la pièce
En 1926, Michael Morton adapte le roman Le Meurtre de Roger Ackroyd pour le théâtre sous le titre Alibi. Agatha Christie n'est pas du tout d'accord avec les modifications effectuées : Hercule Poirot est vingt ans plus jeune et change de prénom pour devenir Beau Poirot, un homme dont toutes les femmes tombent amoureuses. Avec l'aide du producteur Gerald du Maurier, elle fait annuler les changements, mais doit se résigner à accepter le remplacement du personnage de Caroline, la sœur du docteur, par une jolie jeune fille. Cependant, Agatha Christie n'oubliera pas Caroline et s'en inspirera pour créer Miss Marple.
La première a lieu le 15 mai 1928 au Prince of Wales Theatre de Londres, dans une mise en scène de Gerald du Maurier, avec Charles Laughton dans le rôle d'Hercule Poirot. La pièce est un franc succès et 250 représentations sont données,.
La pièce est jouée aux États-Unis sous le titre The Fatal Alibi, dans une nouvelle adaptation de John Anderson, toujours avec Charles Laughton dans le rôle principal. La première a lieu le 8 février 1932 au Booth Theatre de New York, suivie de seulement 24 représentations, le succès n'étant cette fois-ci pas au rendez-vous,.
Présente aux répétitions et agacée des modifications faites lors de l'adaptation, Alibi convainc Agatha Christie d'écrire elle-même une pièce de théâtre originale : Black Coffee en 1930.

## Distribution
Distribution originale de 1928 :
AdaptationMichael Morton
Mise en scèneGerald du Maurier
Comédiens
- Charles Laughton : Hercule Poirot
- Lady Beerbohm Tree : Mrs. Ackroyd
- Jane Welsh : Flora Ackroyd
- Norman V Norman : Sir Roger Ackroyd
- Henry Daniell : Parker
- Basil Loder : Major Blunt
- Iris Noel : Ursula Bourne
- Henry Forbes-Robertson : Geoffrey Raymond
- Gillian Lind : Caryl Sheppard
- JH Roberts : Dr Sheppard
- Cyril Nash : Ralph Paton
- John Darwin : Inspecteur Davies

## Adaptations
En 1931, le film Alibi, adaptation de la pièce au cinéma, est réalisé par Leslie S. Hiscott avec Austin Trevor dans le rôle d'Hercule Poirot.
En France, la pièce est adaptée en comédie par Jacques Deval sous le titre Signor Bracoli, nouveau nom d'Hercule Poirot transformé en un volubile florentin. La première représentation eut lieu le 7 septembre 1932 au Théâtre des Nouveautés.